# Наама (вилайет)
Наама (араб. ولاية النعامة‎) — вилайет в западной части Алжира, одноимённый своему административному центру, городу Наама.

## Географическое положение
Вилайет Наама граничит с алжирскими вилайетами Тлемсен, Сиди-Бель-Аббес и Саида на севере, Эль-Баяд на западе и Бешар на юге и Марокко на западе.
Вилайет расположен на высокогорном плато, в южной части вилайета расположен хребет Ксур, часть горного хребта Сахарский Атлас.

## Административное деление

Коммуны вилайета Наама.

Административно вилайет разделён на 7 округов и 12 коммун.

### Округа
1. Айн-Сефра (Aïn Séfra)
2. Асла (Asla)
3. Мешерия (Mécheria)
4. Мекмен-Бен-Амар (Mekmen Ben Amar)
5. Мограр (Moghrar)
6. Наама (Naâma)
7. Сфиссифа (Sfissifa)